# Biographia Cisterciensis
Biographia Cisterciensis (en inglés: Cistercian Biography Online; en alemán: Zisterzienserlexikon) es un sitio web y un lexicon biográfico de la historia de la Orden del Císter, incluyendo informaciones sobre el Orden de la Trapa y de Bernardas de Esquermes.
La enciclopedia está publicada en alemán y contiene más de 2700 entradas, 53 descripciones de monasterios, así como artículos bibliográficos, que desde noviembre de 2000 han sido integrados con ilustraciones y notas bibliográficas.
La mayoría de los artículos fueron realizados por el gestor de proyecto Gerd Gessinger, quien coordina un grupo de 30 colaboradores externos.